# Peter Telep
Peter W. Telep (* 8. April 1965 in Yonkers, New York, USA) ist ein US-amerikanischer Romanautor, Drehbuchautor und Universitätslehrer.
Telep schrieb knapp vierzig Romane und Drehbücher für verschiedene Fernsehserien, inklusive ein nicht realisiertes Skript zu Die Sopranos. Seine Romane gehören vom Genre her zumeist der Science-Fiction an, oder erzählen Geschichten, indem es um militärische Spezialeinheiten geht. Zum Teil behandeln sie auch die Hintergrundgeschichten von Computerspielen, wie der Descent- oder Wing-Commander-Reihe. Seine Romane wurden zum Teil ins Deutsche übersetzt. Er schrieb unter Pseudonymen wie Ben Weaver, P.W. Storm und Pete Callahan. Derzeit lehrt Telep an der University of Central Florida.

## Leben und Karriere
Telep wurde in Yonkers im US-amerikanischen Bundesstaat New York geboren. Im Alter von ungefähr vier Jahren zog er mit seiner Familie nach Long Island, wo er einen Großteil seiner Kindheit verbrachte. Später war er Student am Southampton College. Nach dem College strebte er eine Karriere als Drehbuchautor für Film und Fernsehen an. Er verbrachte darauf ein paar Jahre in Los Angeles, wo er eine Menge Berühmtheiten kennenlernte und an Fernsehserien wie In der Hitze der Nacht und Die Legende von Prinz Eisenherz arbeitete. Im Anschluss ging er zur University of Central Florida, wo er seinen Magister machte. Seitdem lehrt er dort das Schreiben von Drehbüchern, Schriftsatz (composition) und gibt Kreativschreibkurse. Außerdem ist er zertifizierter Indoorcycling-Trainer und trainiert wöchentlich mit Schülern im lokalen Fitnessstudio. In seiner Freizeit ist er ein begeisterter Outdoor-Fahrradfahrer.

## Werke

### Romane
The Squire Series
- Squire (1995)
- Squire's Blood (1995)
- Squire's Honor (1996)

Space: Above and Beyond
- Space: Above and Beyond (1996, dt.: Space: Above and Beyond – Inferno im All, vgs Verlagsgesellschaft)
- Demolition Winter (1997, dt.: Space: Above and Beyond, Winter der Vernichtung, ISBN 978-3-8025-2481-3)

Descent-Reihe
- Descent (1999)
- Stealing Thunder (1999)
- Equinox (1999)

Wing Commander
- Wing Commander (1999), dt.: Wing Commander, ISBN 978-3-404-23218-5
- Wing Commander – Junior Novelization (1999)
- Pilgrim Stars (1999)
- Pilgrim Truth (keine offizielle Veröffentlichung, Freigabe als E-Book 2011)

Red Planet
- Red Planet (2001); dt.: Red Planet, ISBN 978-3-933731-51-7

Brothers in Arms Series
(als Ben Weaver)
- Brothers in Arms (2001)
- Rebels in Arms (2002)
- Patriots in Arms (2003)

Night Angel 9 Series
- Night Angel 9 (2001)
- Playing With Fire (2001)
- Life Flight (2001)

Force 5 Recon Series
(als P.W. Storm)
- Deployment: Pakistan (2003)
- Deployment: North Korea (2004)
- Deployment: Philippines (2004)

Armored Corps Series
(als Pete Callahan)
- Armored Corps (2005)
- Engage and Destroy (2005)
- Attack by Fire (2006)

The Mercenaries Series
(als P.W. Storm)
- Blood Diamonds (2006)
- Thunderkill (2007)
- Mad Dogs and Englishmen (2008)

Special Forces Afghanistan
- Direct Action (2008)
- Critical Action (2009), ISBN 978-0-425-22416-8
- "?" Action (2009)

Tom Clancy's Ghost Recon
- Tom Clancy's Ghost Recon: Choke Point (2012), ISBN 978-0-425-26475-1

Tom Clancy's Splinter Cell
- Tom Clancy's Splinter Cell: Blacklist Aftermath (2013), ISBN 978-0-425-26630-4

Tom Clancy’s EndWar
- Tom Clancy's Endwar: The Missing (2013), ISBN 978-0-425-26629-8

### Drehbücher
In der Hitze der Nacht
- A Final Arrangement (4. Staffel, Episode 10)

Die Legende von Prinz Eisenherz
- The Crossbow (2. Staffel, Episode 38)

Die Sopranos
- Ave Maria (unverfilmtes Skript)